# Tischkarte

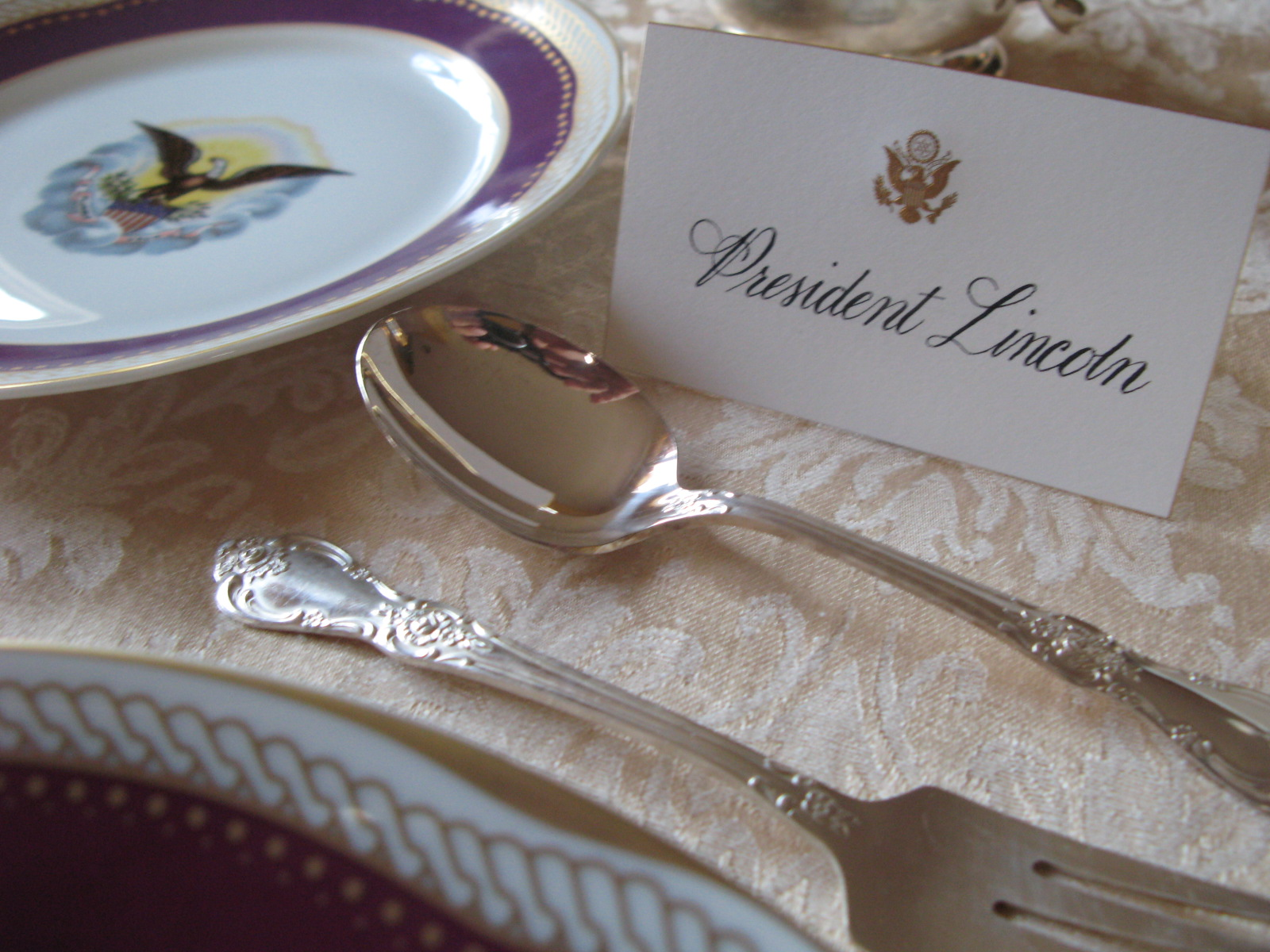
Tischkarte (als Teil eines festlichen Tischgedecks)

Die Tischkarte, auch Tischkärtchen, Tischnamensschild oder kleinerer Tischaufsteller genannt, regelt die Sitzordnung bei Veranstaltungen und festlichen Essen. Die Tischkarte trägt den Namen der Person, welcher der jeweilige Sitzplatz seitens des Veranstalters oder Einladenden zugedacht ist. Sie besteht meistens aus einer Karte aus stärkerem Papier, Halbkarton oder Karton, die in Form eines Aufstellers einmal mittig geknickt ist.
Teils werden auch handelsübliche Tischkartenhalter oder kleinere Tischaufsteller aus Kunststoff, Metall oder anderen Materialien verwendet, in die dann Namenskarten eingeschoben oder eingelegt werden. Alternativ werden, insbesondere im privaten Bereich, die Namen der Gäste auch auf andere Art angebracht, wie unter anderem auf kleinen Zierobjekten, Gastgeschenken, Gläsern und Gebäck. Bei Veranstaltungen, die nicht mit einem Essen verbunden sind, findet oft der Begriff Tischnamensschild oder (kleinere) Tischaufsteller Verwendung.

## Verwendungszweck
Tischkarten sind insbesondere üblich bei offiziellen Essen, Banketten und Festessen, wie beispielsweise anlässlich von Feiern und Jubiläen sowie von Hochzeiten, Kommunionen, Konfirmationen und runden Geburtstagen. Sie bilden dabei einen Bestandteil von festlichen Tischgedecken und Tischdekorationen, und werden teils auch in der gehobenen Gastronomie eingesetzt. Außerdem sind sie bei Veranstaltungen anzutreffen, wie zum Beispiel bei Besprechungen, Empfängen, Podiumsdiskussionen, Tagungen und Seminaren.

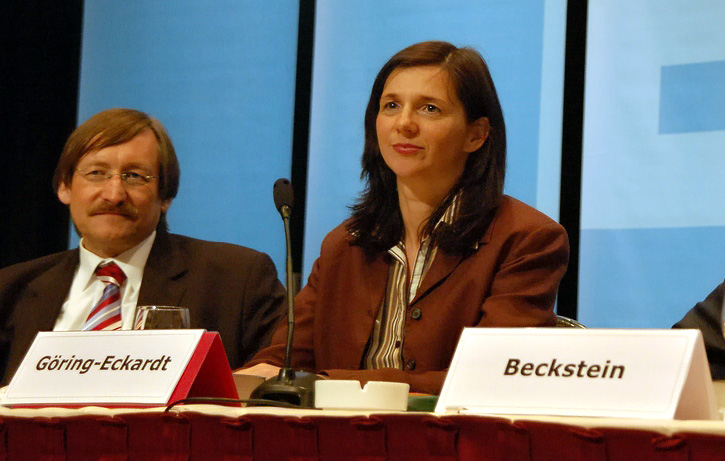
Tischnamensschilder mit größerer Schrift für die Versammlungsleitung bei einer größeren Veranstaltung (hier: Präsidium der EKD-Synode vom Mai 2009 in Würzburg)

Bei offiziellen Veranstaltungen und größeren Gesellschaften werden Tischkarten bzw. Tischnamensschilder oft noch durch einen im Zugangsbereich zum Veranstaltungsraum ausgelegten oder ausgehängten Sitz- oder Tischplan oder einer zuvor übersendeten Placement-Karte ergänzt, um den Teilnehmern eine bessere Orientierung zu ermöglichen. Für die Sitzordnung bei Veranstaltungen, insbesondere „bei Tisch“ wie bei offiziellen Essen und Festessen, haben sich eine Reihe von Regeln und Empfehlungen eingebürgert, die auf den Regeln der Etikette, eines Zeremoniells, eines Protokolls oder der Umgangsformen beruhen. Mit Hilfe der Tischkarten erfolgt die Umsetzung der vorher geplanten sogenannte Sitzordnung, Tischordnung oder Platzordnung (auch französisch Placement genannt).
Bei größeren Veranstaltungen ist es üblich, die Namen der Versammlungsleiter und Redner sowie der Teilnehmer an einer Podiumsdiskussion in größerer Schrift auf den Namenskarten der Tischnamensschilder oder Tischaufsteller anzubringen, damit diese noch aus weiterer Entfernung gelesen werden können. Ähnlich gilt dies bei Videofilm- und Fernsehaufnahmen von Veranstaltungen und Diskussionsrunden.

## Details und Gestaltung
Auf der Tischkarte werden üblicherweise der Vor- und Nachname der jeweiligen Person angegeben, teils erfolgen zusätzliche Angaben wie etwaige akademische Grade oder sonstige „Titel“ und Amtsbezeichnungen. Gelegentlich wird zudem die Institution oder Behörde oder das Unternehmen genannt, dem die Person angehört. In der einschlägigen Ratgeber-Literatur wird empfohlen, bei offiziellen Anlässen die Tischkarten auf beiden sichtbaren Seiten zu beschriften, damit sie nicht nur von den daneben Sitzenden, sondern auch von den gegenüber Sitzenden gelesen werden können. Dadurch werden den übrigen Teilnehmern eine namentliche Zuordnung und Anrede ermöglicht, insbesondere bei bisher unbekannten bzw. wenig bekannten Personen. Bei Familienfeiern wird meistens nur der Vorname angegeben.
Für Tischkarten wird überwiegend stärkeres Papier mit einem Papiergewicht von etwa 120 g/m², Halbkarton von etwa 130 bis 170 g/m² oder Karton bis zu etwa 250 g/m² verwendet. Außer glatten Papieren und Kartonen finden teils „edlere“ Papiererzeugnisse Verwendung, wie zum Beispiel Büttenpapier, marmoriertes Papier, Fotopapier oder verschiedene Sorten mit Oberflächenstrukturen. Außerdem werden zum Teil farbige Papiererzeugnisse genommen, teils auch zur visuellen Unterscheidung der Teilnehmer. So werden zum Beispiel bei der traditionellen Bremer Schaffermahlzeit verschiedenfarbige Tischkarten verwendet, um die drei Teilnehmergruppen von jeweils etwa 100 Personen zu unterscheiden: Die geladenen Gäste erhalten weiße Tischkärtchen, die kaufmännischen Mitglieder der veranstaltenden Stiftung rote Kärtchen und die seemännischen Stiftungsmitglieder grüne.
Beim Einsatz von handelsüblichen Tischkartenhaltern oder kleineren Tischaufstellern reichen normale grafische Papiere von etwa 80 bis 105 g/m² aus, da hierbei die Namenskarten nicht „selbsttragend“ sein müssen, sondern in die Halter oder Aufsteller eingeschoben, eingeklemmt oder eingesteckt werden. Solche Halter und (kleinere) Tischaufsteller sind meistens für Namenskarten in den Papierformaten A5-Quer (210 × 148 mm), A6-Quer (148 × 105 mm), A7-Quer (105 × 74 mm) oder A7 (74 × 105 mm) ausgebildet. Zum Teil werden auch Sonderpapiere und -kartone als „Aufsteller und Träger“ für aufgeklebte Namenskärtchen verwendet, insbesondere bei selbst hergestellten Tischkarten für Familienfeiern und private Anlässe. Dabei kommen unter anderem farbige Bastelkartone oder Wellpappen oder andere Materialien zum Einsatz, der Fantasie sind kaum Grenzen gesetzt. Viele Tischkarten werden mit jahreszeitlichen oder festlichen Motiven verziert, beliebt sind auch Wappen und ähnliche Symbole.

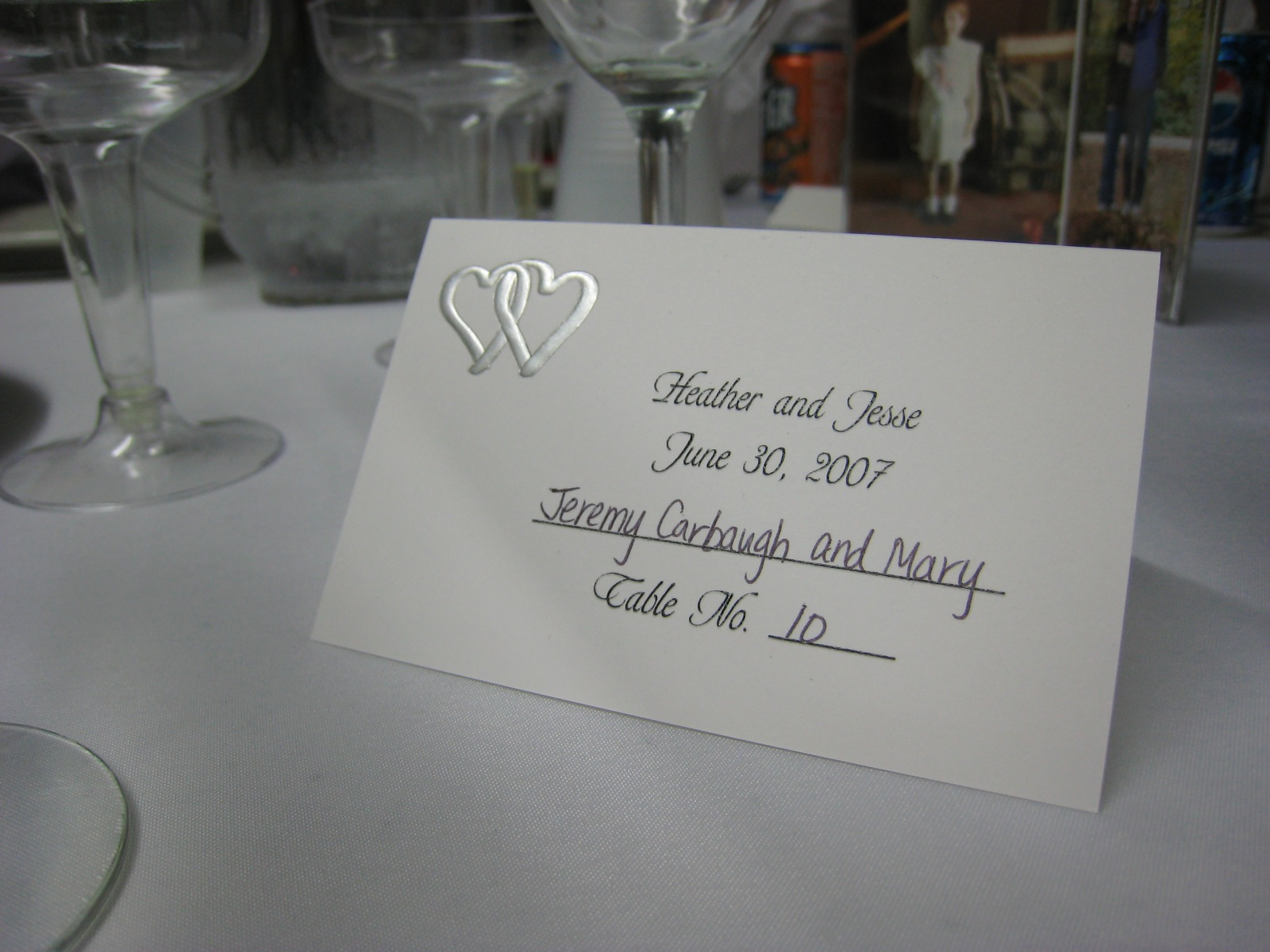
Tischkarte bei einer Hochzeit, mit Angaben zum Anlass, Datum und Tischnummer
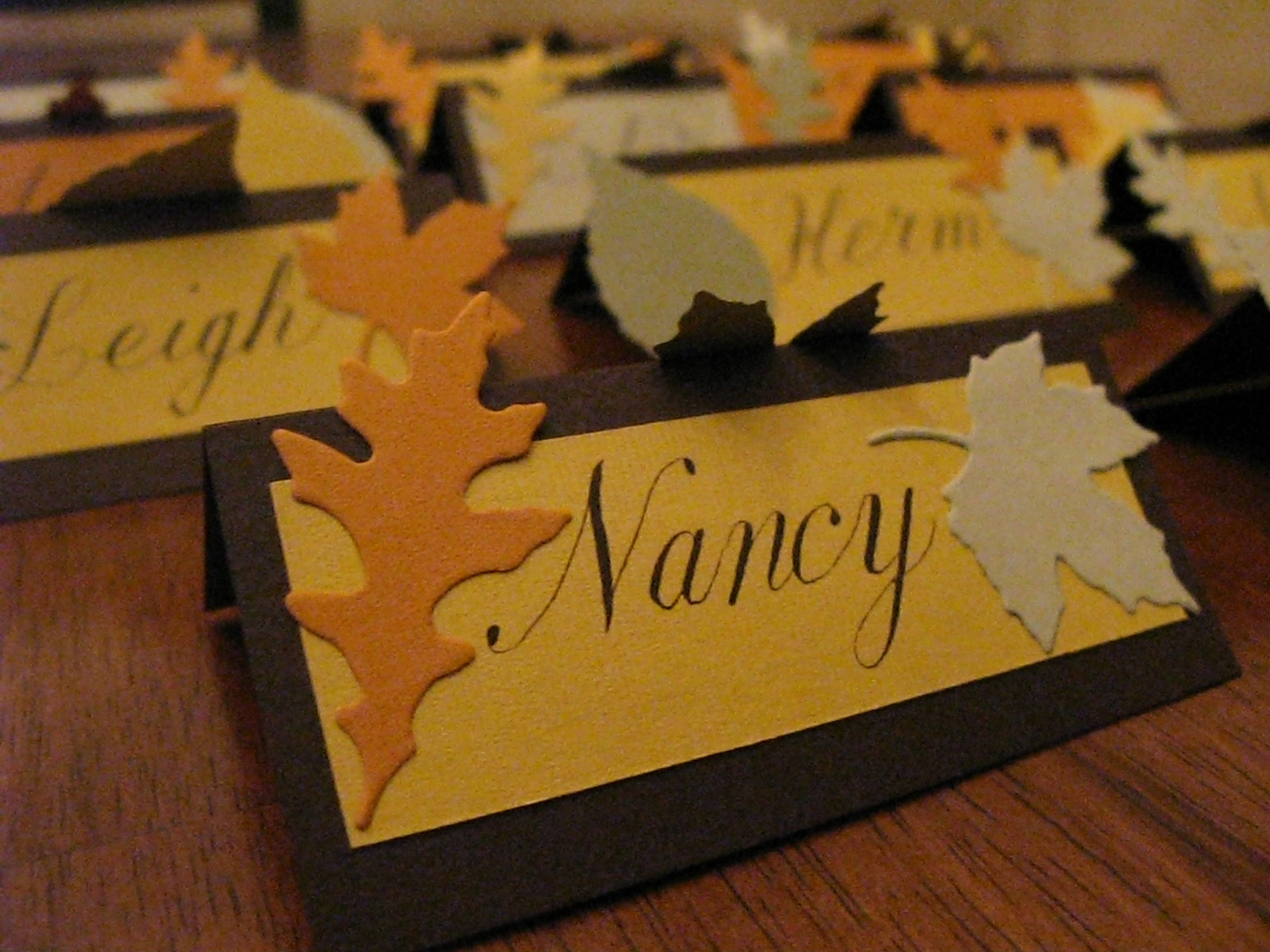
Individuell gestaltete Tischkarten für ein privates Festessen (hier für ein Thanksgiving dinner)
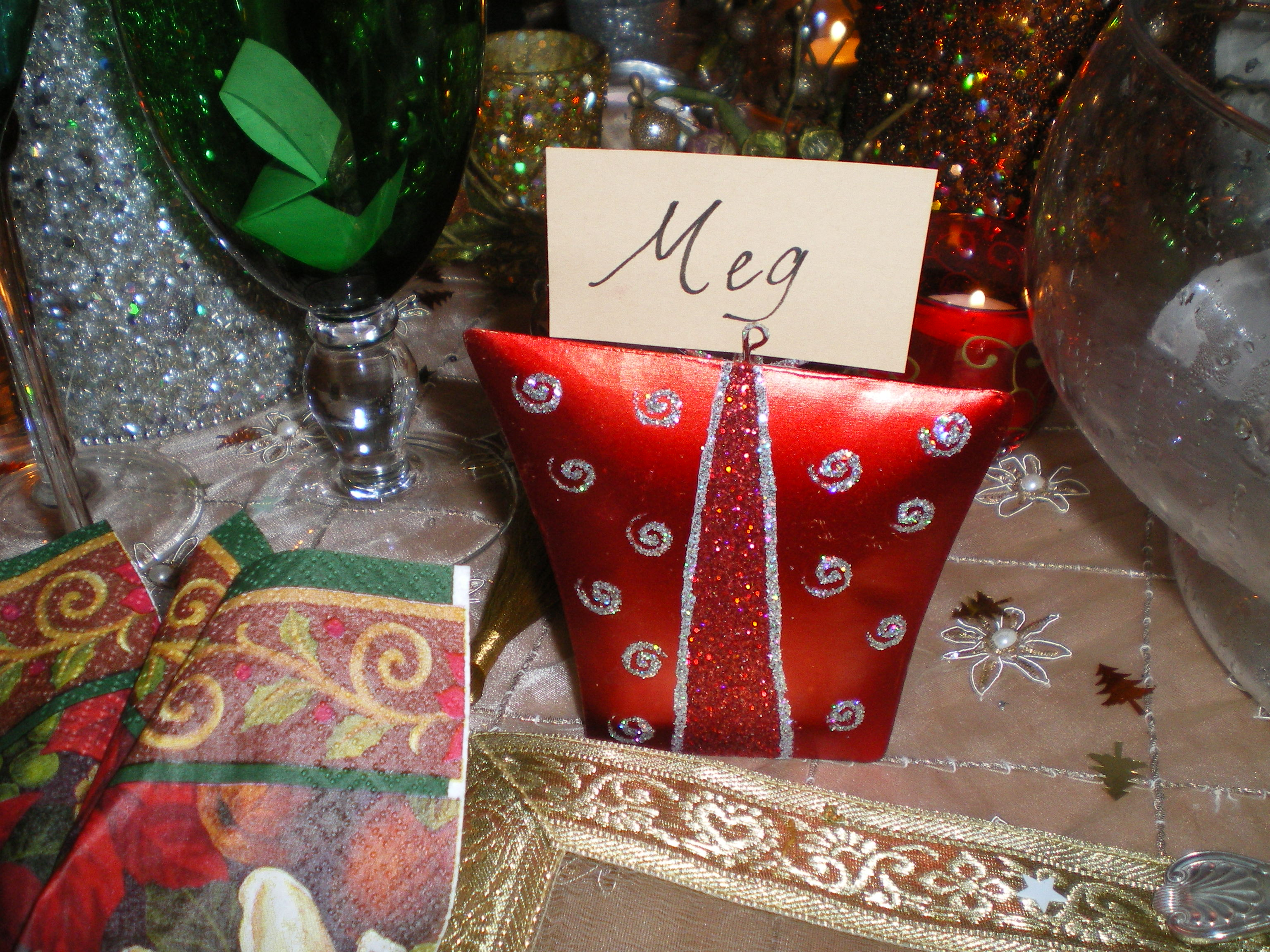
Kleines Geschenk, mit Namensschild als Tischkarte verwendet
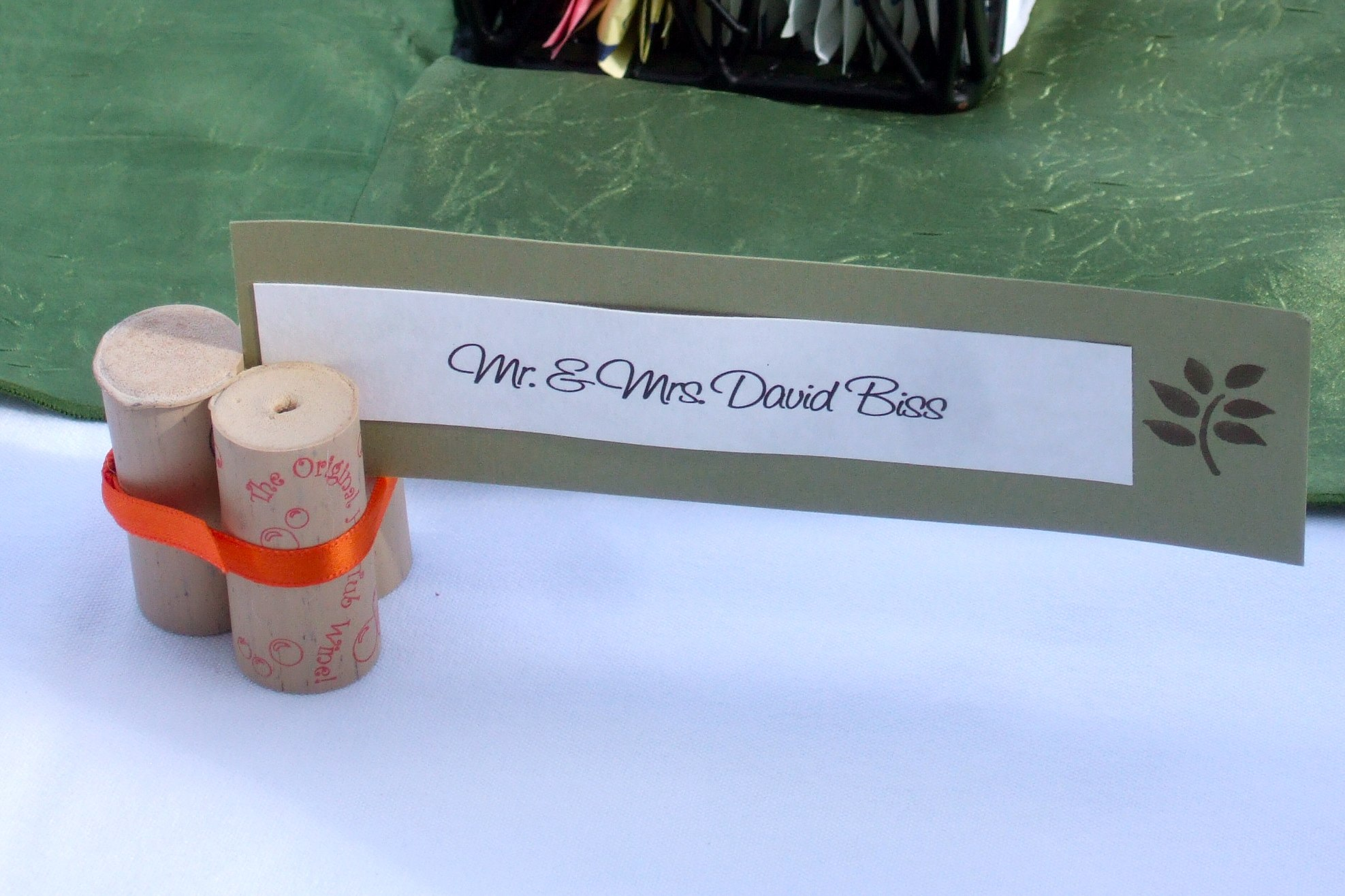
Individuell gestaltete Tischkarte mit „originellem Kartenhalter“ aus Weinkorken